# Ulla-Lena Lundberg

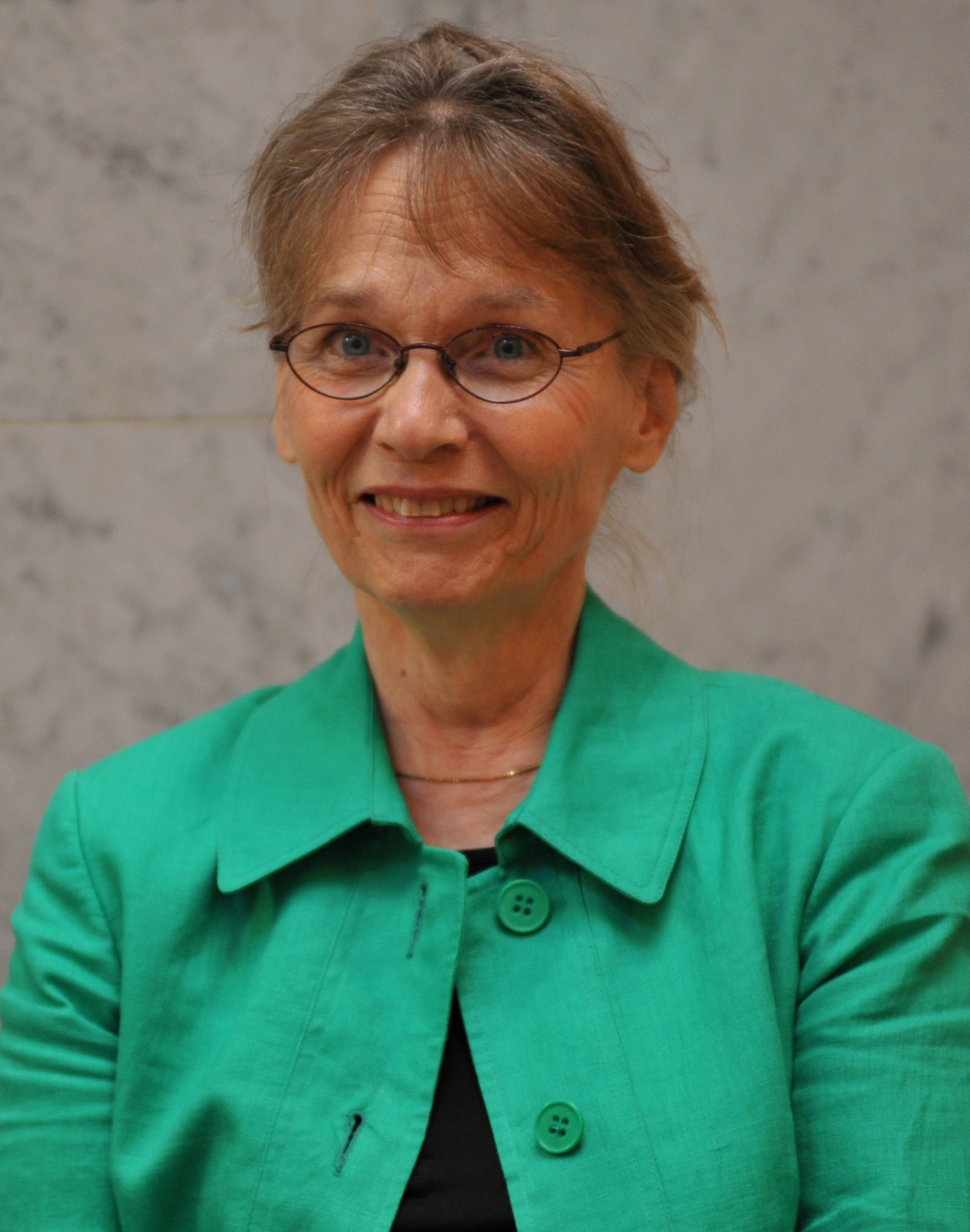
Ulla-Lena Lundberg (2012)

Ulla-Lena Lundberg (* 14. Juli 1947 in Kökar, Åland) ist eine finnlandschwedische Schriftstellerin.

## Leben
Ulla-Lena Lundberg wuchs als Kind einer Pfarrersfamilie auf Kökar auf. Lundberg begann bereits als Jugendliche zu schreiben und veröffentlichte ihre Erlebnisse von Aufenthalten als Austauschschülerin in den USA und als Studentin in Japan.  Lundberg veröffentlichte 1976 einen Band mit Auskünften der von ihr befragten Einwohner ihrer Herkunftsinsel. Die Insel Kökar ist auch der Schauplatz ihrer Romane Kungens Anna und Ingens Anna. Lundberg lebte zwei Jahre in den afrikanischen Staaten Botswana, Sambia, Kenia und Tansania, was die Quelle mehrerer Sachbücher und Romane war. Einen viermonatigen Sibirien-Aufenthalt 1993 verdichtete sie zu einem autobiografischen Reisebericht.
1985 beendete sie ein Studium an der Åbo Akademi mit der Diplomarbeit Franciskus i Kökar über die Besiedlung von Kökar. 1986/87 war sie als Dozentin und Writer in Residence an die University of Minnesota eingeladen. 
Lundberg wurde  1998 für Regn mit dem Runeberg-Preis und 2012 für Is mit dem Finlandia-Preis ausgezeichnet, für den sie bereits dreimal, 1987 mit Sand, 1989 mit Leo und 2001 mit  Marsipansoldaten nominiert worden war. Für Leo wurde sie 1990 mit der Danke-für-das-Buch-Medaille ausgezeichnet. Die Åbo Akademi verlieh ihr 1993 die Ehrendoktorwürde.
Der Roman Is war die literarische Vorlage für die im Januar 2019 uraufgeführte Oper Jää.

## Werke (Auswahl)
- Utgångspunkt. Lyrik. 1962
- Strövtåg. Reisebuch. 1966
- En berättelse om gränser. Reisebuch. 1968
- Gaijin-utlänning i Japan. Reisebuch. 1970
- Kökar. Bericht. 1976
- Tre afrikanska berättelser. Novellen. 1977
- Öar i Afrikas inre. Essay. 1981
- Kungens Anna. Roman. 1982
- Ingens Anna. Roman. 1984
- Franciskus i Kökar. Sozialgeschichtliche Diplomarbeit. 1985
- Sand. Roman. 1986
- Leo. Roman. 1989
- Stora världen. Roman. 1991
- Sibirien. Reiseroman. 1993
  - Sibirien. Selbstporträt mit Flügeln. Aus dem Schwedischen von Karl-Ludwig Wetzig. Klett-Cotta, Stuttgart 2003
- Allt kan man önska sig. Roman. 1995
- Regn. Roman. 1997
- Marsipansoldaten. Roman. 2001
- Människan och målaren. Biografie zu Åke Hellman. 2005
- (Mhrsg.): Hundra År i Gammelgård. Sozialgeschichte. 2006
- Is. Roman. 2012
  - Eis. Aus dem Schwedischen von Karl-Ludwig Wetzig. Mare, Hamburg 2014